# Àmfissa (mitologia)
Àmfissa (en llatí Amphissa, en grec antic Ἄμφισσα) era segons la mitologia grega, una filla de Macareu i neta d'Èol. Era l'epònima de la ciutat d'Amfissa, a la Lòcrida Ozòlia, segons diu Pausànias. Va ser una de les amants d'Apol·lo.
És possible que Àmfissa es pugui identificar amb la Macareide Ise, mencionada per Ovidi, que diu que era una amant d'Apol·lo, i que la va seduir disfressat de pastor.